# Metulla
Metulla (hebräisch מְטֻלָּה Məṭullah, Plene: מטולה) ist die am weitesten im Norden gelegene Ortschaft Israels. Sie liegt knapp zehn Kilometer nördlich von Kirjat Schmona an der Grenze zum Libanon. Östlich von Metulla fließt der Iyyon, ein Zufluss zum Hasbani; nicht allzu weit entfernt befindet sich der Berg Hermon.

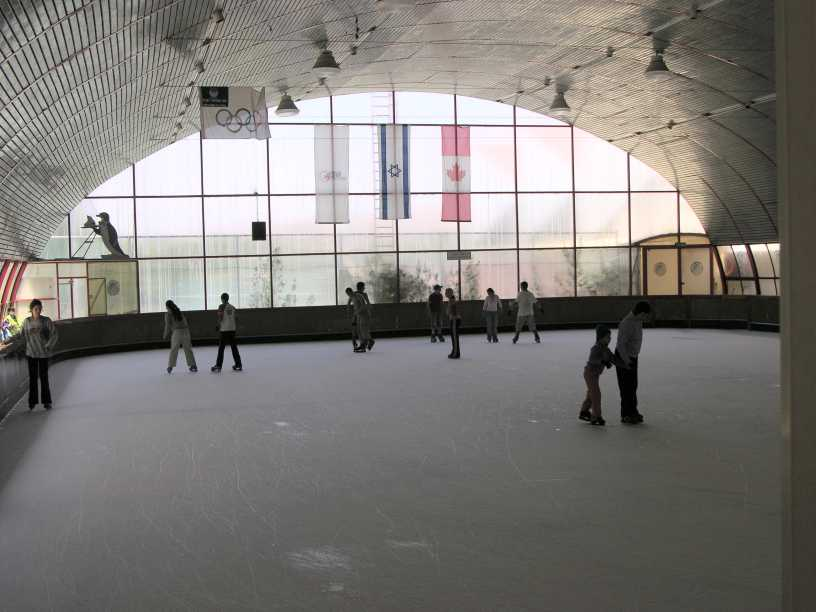
Eislaufen im Canada-Center

Der Ort wurde 1896 von Baron Edmond de Rothschild gegründet, nachdem der libanesische Christ Jabur Bek Junbalat das Land verkauft hatte. Das Ziel der Siedlungsgründung war, dort aus Osteuropa vertriebenen Juden eine neue Heimat zu schaffen.
Die wirtschaftliche Grundlage des Dorfes bildeten Obst, Wein, Getreide und Viehzucht. Heute beruht die Wirtschaft des Ortes auf Obstbau und Tourismus. Metulla hatte 2018 1.599 Einwohner.
Metulla ist bekannt für sein Canada-Center, ein internationales Zentrum für Eissport. Metulla ist sowohl im Sommer wie im Winter ein beliebter Urlaubsort; im Ort gibt es verschiedene Übernachtungsmöglichkeiten und Restaurants.

## Partnerstädte
- Pocking, Deutschland